# جيم بينتون
جيم بينتون (بالإنجليزية: Jim Benton) هو لاعب كرة قدم أمريكية أمريكي، ولد في 25 سبتمبر 1916 في أركنساس في الولايات المتحدة، وتوفي في 28 مارس 2001 في باين بلاف في الولايات المتحدة بسبب سرطان.

## وصلات خارجية
- جيم بينتون على موقع مرجع كرة القدم المحترفة.كوم (الإنجليزية)